# Adresbus
Een adresbus is een bus die door de processor van een computer gebruikt wordt om aan te geven op welke locatie bepaalde data zich bevindt. Elk pad bevat een bit. De breedte van de adresbus (het aantal paden) bepaalt hoeveel geheugen er maximaal geadresseerd kan worden. Hoe meer paden aanwezig zijn, hoe meer locaties geadresseerd kunnen worden. Gebruikelijke busbreedtes zijn 8, 16, 32 en 64 bits.